# Уртеага, Хорхе Бенито
Хорхе Бенито Уртеага (исп. Jorge Benito Urteaga, псевдоним — Мариано (исп. Mariano); 1946 — 19 июля 1976) — аргентинский леворадикальный революционер и партизанский командир.

## Биография
Сын депутата-радикала, Хорхе Бенито Уртеага являлся одной из ключевых фигур в руководстве троцкистской Революционной партии трудящихся, к которой он присоединился между 1968 и 1969 годами, как часть ленинистского течения (мажоритарная фракция под руководством Роберто Сантучо). На практике Уртеага стал номером два в организации.
29 июля 1970 года на 5 съезде РПТ активно выступал за создание РАН и сразу же включился в планирование и проведение её вооружённых акций.
В ноябре 1970 года Уртеага был арестован за участие в операции в Северном Коммерческом Банке (исп. Banco Comercial del Norte), но 6 сентября следующего года, вместе с 17 товарищами, сбежал из-под стражи.
С конца 1971 по август 1972 года, Уртеага принимает руководство РПТ, так как Сантучо, Горриаран и Менна находятся в тюрьме. Внутренняя ситуация усложнялась и тем, что помимо продолжающихся арестов членов организации, в Революционной армии народа сформировались фракции: РАН-Красная Фракция (троцкистская) (исп. ERP Fracción Roja) и РАН-22 августа (перонистская) (исп. ERP 22 de Agosto).
С 25 мая 1973 года начал активно устанавливать связи и подбирать людей из числа индустриальных рабочих, в том числе с завода «Форд».
В 1975 году стал редактором партийного издания «Боец» (исп. El Combatiente), а в апреле провел серию лекций и семинаров по поэтапной подготовке членов организации. После захвата властями, в начале декабря того же года, Хуана Ледесмы, Уртеага заменил его в качестве командующего боевыми действиями против военных казарм Монте-Чинголо, однако потерпел неудачу с большим числом потерь среди нападавших.
Выданные провокатором, 19 июля 1976 года Уртеага и Р. Сантучо погибли в столкновении с коммандос, устроившими засаду в Вилья-Мартелли.